# دانشگاه آزاد اسلامی واحد تفرش

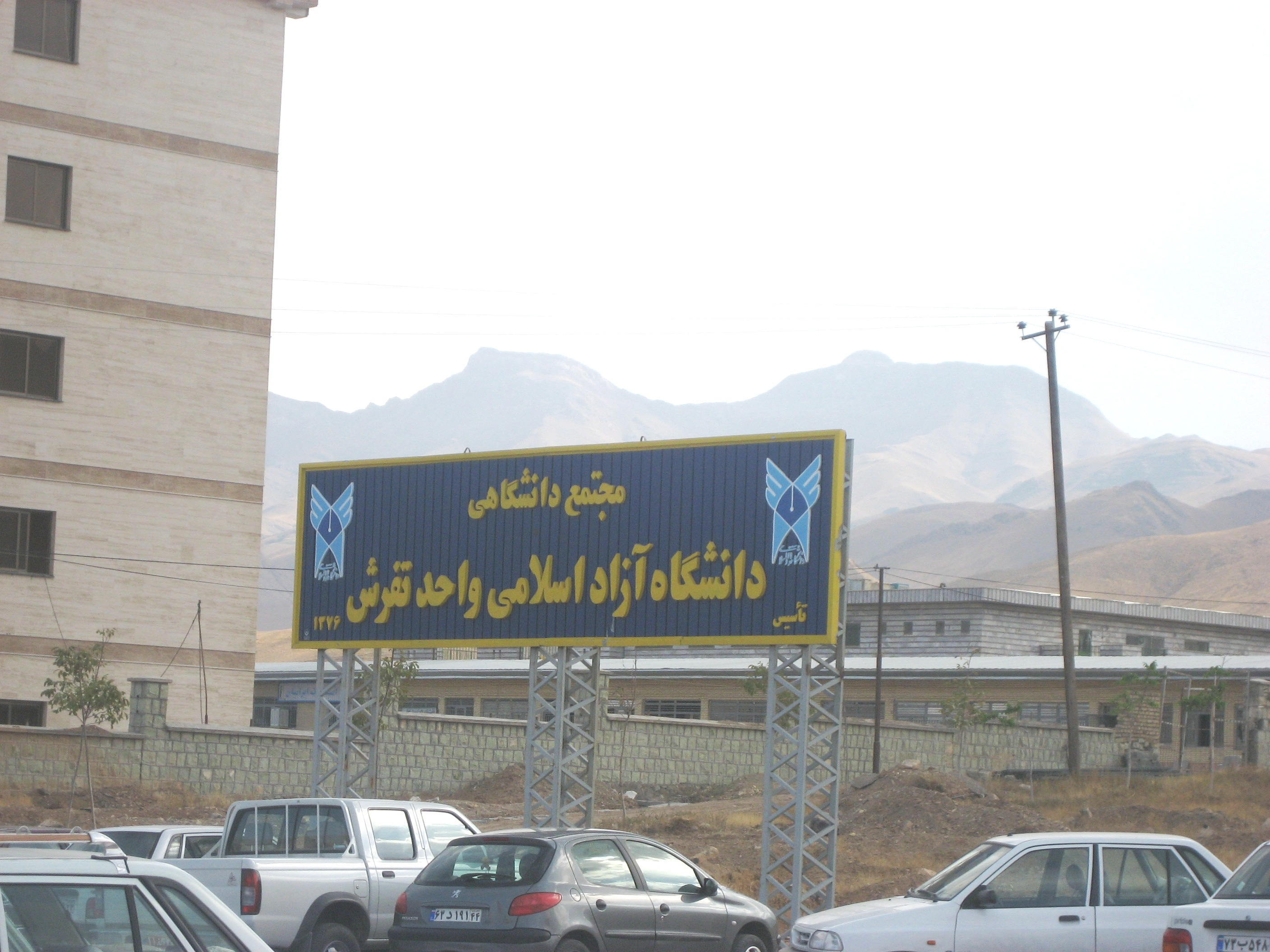
تابلوی دانشگاه.

دانشگاه آزاد اسلامی واحد پروفسور حسابی تفرش نام یک مکان آموزش عالی در شهر تفرش واقع در استان مرکزی ایران است.
این دانشگاه در بخش غربی شهر تفرش و در زمین‌های مشرف به معین‌آباد تأسیس شده‌است. محیط سرسبز و آرام ارائه گردیده در این دانشگاه از نقاط مثبت بارز این دانشگاه می‌باشد.

## رشته‌ها

### مقطع دکترای تخصصی
معماری

### مقطع کارشناسی ارشد
مهندسی عمران سازه
مهندسی معماری
روانشناسی
حسابداری
مدیریت بازرگانی
مدیریت اجرایی
برق
نرم‌افزار

### مقطع کارشناسی
مهندسی عمران نقشه‌برداری
مهندسی برق الکترونیک
مهندسی مکانیک
مهندسی معماری
مهندسی کامپیوتر نرم‌افزار
مهندسی صنایع
روانشناسی - روانشناسی عمومی
علوم تربیتی
حسابداری
علوم اقتصادی
مدیریت بازرگانی
مدیریت امور بانکی
مدیریت صنعتی
مترجمی زبان انگلیسی
ریاضی صنعتی
آمار

### مقطع کاردانی
علمی کاربردی - نرم‌افزار کامپیوتر - کاردانی
کاردانی فنی برق الکترونیک
کاردانی فنی برق مخابرات
کاردانی عمران ساختمانهای بتنی
کاردانی عمران کارهای عمومی ساختمان
کاردانی معماری
کاردانی تربیت بدنی
کاردانی اموربانکی
کاردانی حسابداری

## امکانات آموزشی
- کتابخانه با ۸۰۰۰ جلد کتاب آموزشی و کمک آموزشی
- سایت کامپیوتر
- لابراتوار
- آزمایشگاه در رشته‌های مختلف

## امکانات رفاهی دانشگاه
- سالن بدنسازی
- سالن بسکتبال
- کلوپ
- کافی نت
- کافی شاپ
- سلف سرویس ویژه استادان و دانشجویان
- خوابگاه دانشجویی
- ساختمان خوابگاه ویژه استادان

## استادان دانشگاه
بیش از چهل استاد در گروهای مختلف فنی و مهندسی، علوم پایه، علوم انسانی و دروس عمومی در رشته‌های موجود با تحصیلات فوق لیسانس و دکترا از تهران، قم و تفرش در این دانشکده مشغول تدریس می‌باشند.